# میخ‌پنجه سیاه
میخ‌پنجه سیاه (نام علمی: Centropus grillii) نام یک گونه از سرده میخ‌پنجه است.